# Überzeugung
Als Überzeugung wird ein Gedankeninhalt bezeichnet, wenn daran mit einem relativ hohen Grad an subjektiver Gewissheit geglaubt wird – meist weil dafür auch eine besondere Rechtfertigung aus Erfahrung oder Prüfung gesehen wird.
In der Philosophie ist der Begriff der Überzeugung häufig im Kontext der Erkenntnistheorie anzutreffen. Er steht dem Begriff des Glaubens nahe (d. h. etwas zu glauben im Sinne von annehmen, für wahr halten); sein genaues Verhältnis hierzu wie auch zu den Begriffen Wissen und Meinen wird aber auch unterschiedlich gesehen.

## Abgrenzungen
Die Wortbedeutung von Überzeugung erlaubt die Lesarten: (1) Zustand des Überzeugt-Seins, (2) Inhalt, von dem man überzeugt ist, (3) die Aktivität, andere von etwas zu überzeugen (Überreden).
Traditionell wird Überzeugung beschrieben als „feste Gewissheit, das Durchdrungensein von der Gültigkeit eines Urteils, … starker Glauben“ (bezogen also auf Lesart 1).
Überzeugung wird auch als ein Zustand beschrieben, in dem Zweifel zumindest subjektiv keine Rolle spielen. Zweifel und Unsicherheit sind stattdessen eher damit vereinbar, dass man etwas „nur glaubt“. Die Gewissheit der Überzeugung äußert sich hierbei als ein spezifisches Gefühl (nicht in der rein sachlichen Bezifferung einer Wahrscheinlichkeit).
Überzeugungen, die auf Begründungen beruhen, können immer noch durch neue Erkenntnisse „erschüttert“ und dann revidiert werden. Dasselbe gilt auch dann noch, wenn es sich bei Überzeugungen um langfristige Haltungen und Wertvorstellungen handelt. Wertvorstellungen, die weniger von Überprüfung abhängen und kaum einer Revision zugänglich sind, können als Gesinnung bezeichnet werden – so z. B. oft im Kontext politischer Grundhaltungen.
Überzeugungen können somit in verschiedenen Graden vorliegen: Man kann in einer Überzeugung immer noch mehr oder weniger gewiss sein. Der Begriff der Überzeugung trifft sich daher mit dem Begriff des Glaubens („etwas zu glauben“ im Sinne einer Annahme), der zwar Unsicherheit zulässt, aber andererseits auch ein gewisses Maß an Rechtfertigung benötigt. In vielen deutschsprachigen philosophischen Texten erscheint „Überzeugung“ als praktisch austauschbar mit dem „was man glaubt“, beides wird verwendet, um den englischen Terminus „belief“ zu übersetzen. Als Grund für diesen Sprachgebrauch, der faktisch „Überzeugung“ als die Substantivierung des Verbs „glauben“ ansetzt, wird die Intuition genannt, dass beim Substantiv „Glaube“ im Gegenwartsdeutsch die religiöse Deutung dominiere.
Zu den Berührungspunkten, die sowohl im Deutschen als auch Englischen  zwischen religiösem Glauben und Überzeugung bestehen, siehe den Artikel Glaube (Religion).

## Einzelbelege
1. ↑  Rudolf Eisler: Wörterbuch der philosophischen Begriffe. Berlin 1904, Online. Diese Formulierung zitiert auch Grimms Wörterbuch s. v. „Überzeugung“.
2. ↑  Hübner 2015, S. 12f.
3. ↑  Siehe die Beispiele unter dwds.de, s. v. „Gesinnung“
4. ↑   Hübner 2015, S. 12f.
5. ↑  Beispiel: „Von etwas überzeugt zu sein, heißt, es zu glauben oder für wahr zu halten.“ Hübner 2015, S. 12
6. ↑  Beispiel: „Thomas kann glauben, dass Merkel 2005 Bundeskanzlerin wurde; und Peter kann auch glauben, dass Merkel 2005 Bundeskanzlerin wurde. Hier liegen zwei Überzeugungen mit demselben propositionalen Objekt vor.“ Zitat aus: Thomas Grundmann: Analytische Einführung in die Erkenntnistheorie. 2. Auflage. Walter de Gruyter, Berlin 2017. S. 28.
7. ↑  Das Metzler-Lexikon Philosophie gibt als Übersetzung nur „Überzeugung“ an und erläutert „Glauben“ in einem anderen Sinn: Peter Prechtl, Franz-Peter Burkard (Hrsg.): Metzler Lexikon Philosophie. 3. Auflage. J. B. Metzler, Stuttgart 2008. — Stichwort: „belief revision“ S. 70 und „Überzeugung“ S. 632.
8. ↑  Gerhard Schurz: Erkenntnistheorie. Eine Einführung. (= Metzler Lehrbuch). Springer, Berlin 2021. S. 17: „Wissen-dass-p impliziert also Glauben-dass-p. Man könnte statt von (gerechtfertigter wahrer) ‚Überzeugung‘ also auch von ‚Glauben‘ sprechen. Tatsächlich verwendet man im Englischen den Begriff ‚belief‘, doch im Deutschen hat ‚Glaube‘ zu stark religiöse Konnotationen, weshalb man ‚Glaube‘ als Substantiv eher vermeidet (wohl aber das Verb ‚glauben‘ verwendet). (...) Daher hat sich im Deutschen die Bezeichnung von Wissen als (wahrer gerechtfertigter) Überzeugung durchgesetzt.“